# ビーニャ・オチャガビア
ビーニャ・オチャガビア（スペイン語: Viña Ochagavía、英語: Ochagavia Wines）は、チリのワイン生産者である。

## 概要
ビーニャ・オチャガビアは1851年に設立され、チリワインの伝統的生産者としての位置にある。チリの他のワイン生産者同様、フランス系のブドウ品種を使用している。ビーニャ・オチャガビアの創業者は、鉱業と農業の実業家、ドン・シルヴェストレ・オチャガヴィア・エチャサレタである。彼はヨーロッパに渡り当時最新の醸造技術を勉強し、フランスボルドーのブドウの苗木をチリに持ち帰り、チリワインに変革をもたらした。
それ以前のチリワインは、16世紀以降のスペイン人宣教師らが、持ち込んだ黒ブドウパイス等でワインを生産していた。19世紀に入りチリワインにとって2つの革命的な出来事が起き、1つはヨーロッパで発生したフィロキセラによる大規模な虫害（19世紀フランスのフィロキセラ禍）であり、1つはフランス系ブドウ品種の導入である。前者によって主要なワイン産地が消滅したことで代替ワインの需要が増し、後者によりビーニャ・オチャガビアの創業者シルヴェストレ・オチャガヴィアは「現代チリワインの父」と呼ばれている。彼が持ち帰ったボルドーのブドウは、黒ブドウがカベルネ・ソーヴィニョン、メルロー、マルベック、ピノ・ノワール等、白ブドウがシャルドネ、ソーヴィニョン・ブラン、セミヨン、リースリング等である。チリのいくつかの主要な生産者はビーニャ・オチャガビアと同時期に誕生し、フランス系ブドウを使用している。

## ブドウ畑
ビーニャ・オチャガビアはマイポ・ヴァレー（Maipo Valley）、ラペル・ヴァレー（Rapel Valley）、カサブランカ・ヴァレー（Casablanca Valley）にブドウ畑を所有する。最上級品のグラン・レゼルヴァ用のブドウは、カベルネ・ソーヴィニョンがマイポ・ヴァレー、メルローがラペル・ヴァレー、シャルドネがカサブランカ・ヴァレーで栽培されている。グラン・レゼルヴァ用のカベルネ・ソーヴィニョンは、樹齢80年以上のブドウ木を使用している。

## 生産ワイン名
- グラン・レゼルヴァ
  - カベルネ・ソーヴィニョン（赤ワイン）
  - シャルドネ（白ワイン）
  - メルロー（赤ワイン）
- 1851レゼルヴァ
  - カベルネ・ソーヴィニョン（赤ワイン）
  - シャルドネ（白ワイン）
  - ソーヴィニョン・ブラン（白ワイン）
  - メルロー（赤ワイン）
- シルヴェストレ・ヴァラエタル
  - カベルネ・ソーヴィニョン（赤ワイン）
  - シャルドネ（白ワイン）
  - メルロー（赤ワイン）
  - ソーヴィニョン・ブラン（白ワイン）
  - カルメネーレ（赤ワイン）
  - カベルネ・ソーヴィニョン・ロゼ（ロゼワイン）
- メディアルナ・ブレンズ
  - ソーヴィニョン・ブラン・セミヨン（白ワイン）
  - カベルネ・ソーヴィニヨン・メルロー（赤ワイン）
- スパークリング・ワイン・ブリュット（発泡白ワイン、シャルドネ主体）